# Grande Prêmio do Cinema Brasileiro 2019
O Grande Prêmio Brasileiro de Cinema de 2019 a décima oitava edição do Grande Prêmio Brasileiro de Cinema, organizada pela Academia Brasileira de Cinema com o Patrocínio Master da TV Globo e Patrocínio do Canal Brasil através da Lei Federal de Incentivo à Cultura do Ministério da Cultura. O evento foi realizado no Theatro Municipal de São Paulo, no dia 14 de agosto e premiou os profissionais e filmes lançados comercialmente no ano de 2018. Pela primeira vez o evento é realizado na capital paulista após 17 edições no Rio de Janeiro.
A atriz Zezé Motta foi a homenageada da festa.

## Vencedores e indicados
Os nomeados para a 18ª edição foram anunciados na página oficial da Academia em 17 de junho de 2019. Os vencedores estão em negrito.
| Melhor Longa-Metragem de Ficção | Melhor Direção |
| --- | --- |

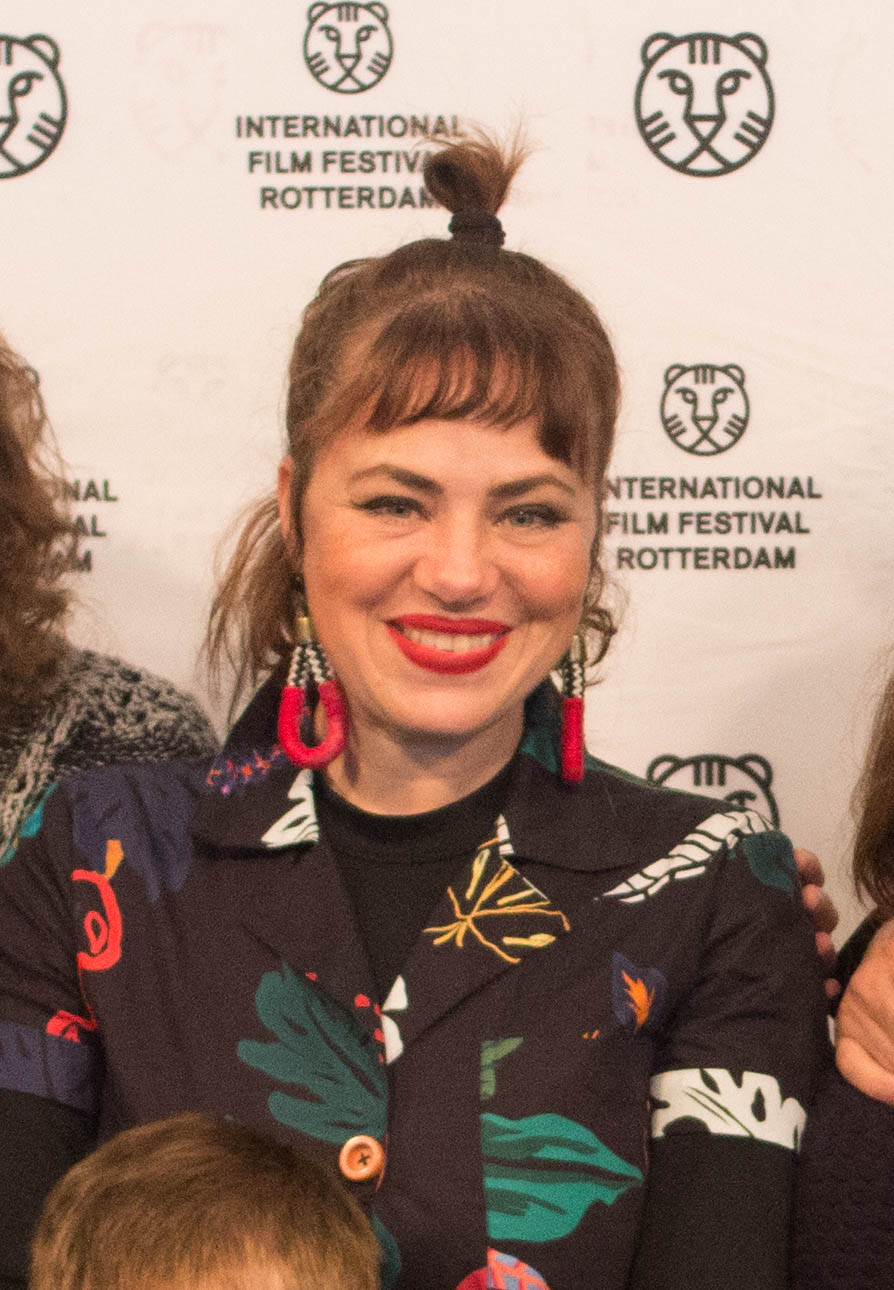
Karine Teles, Melhor Atriz

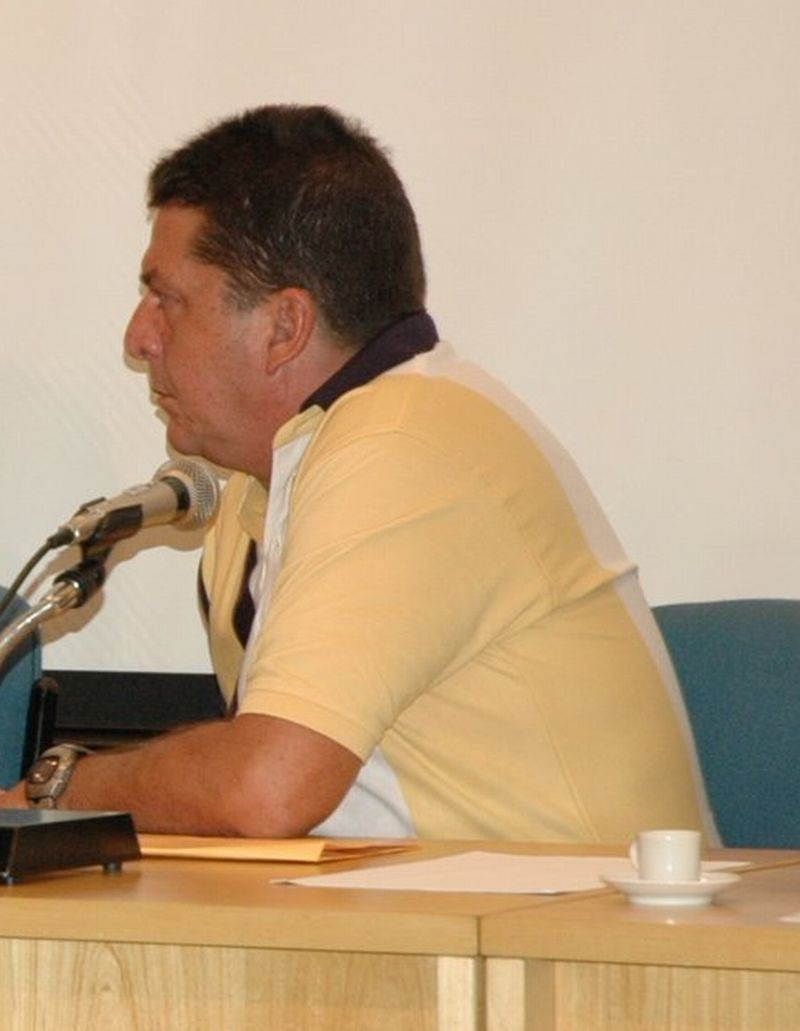
Stepan Nercessian, Melhor Ator

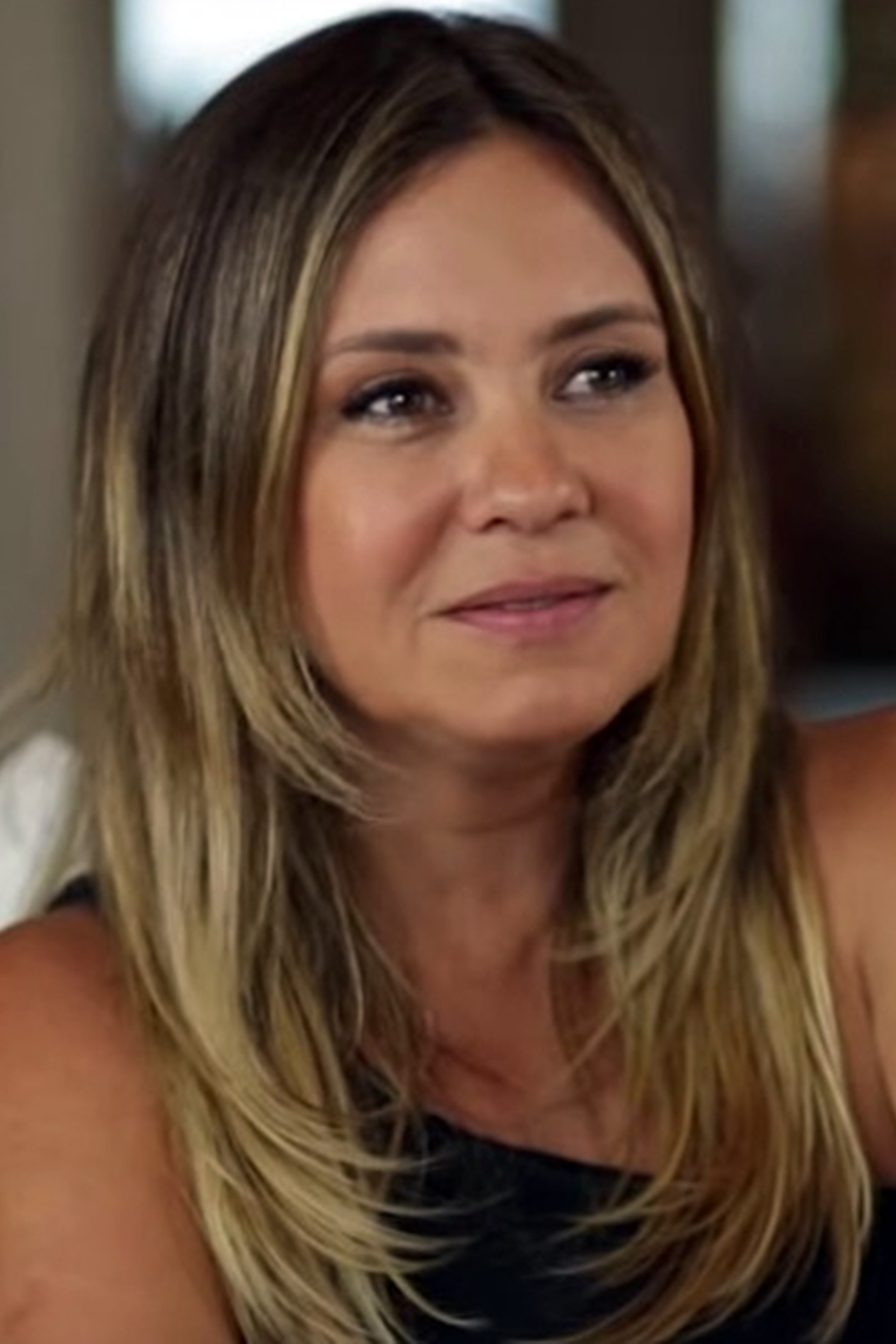
Adriana Esteves, Melhor Atriz Coadjuvante

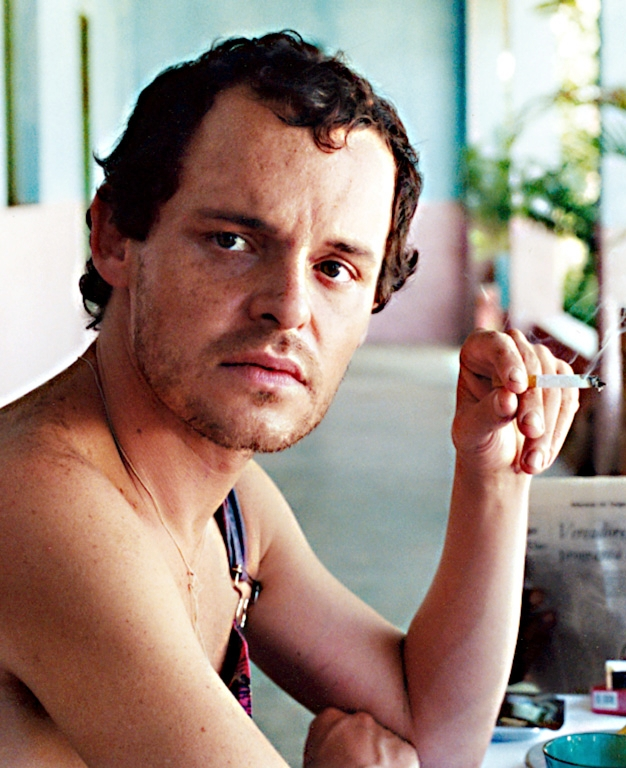
Matheus Nachtergaele, Melhor Ator Coadjuvante

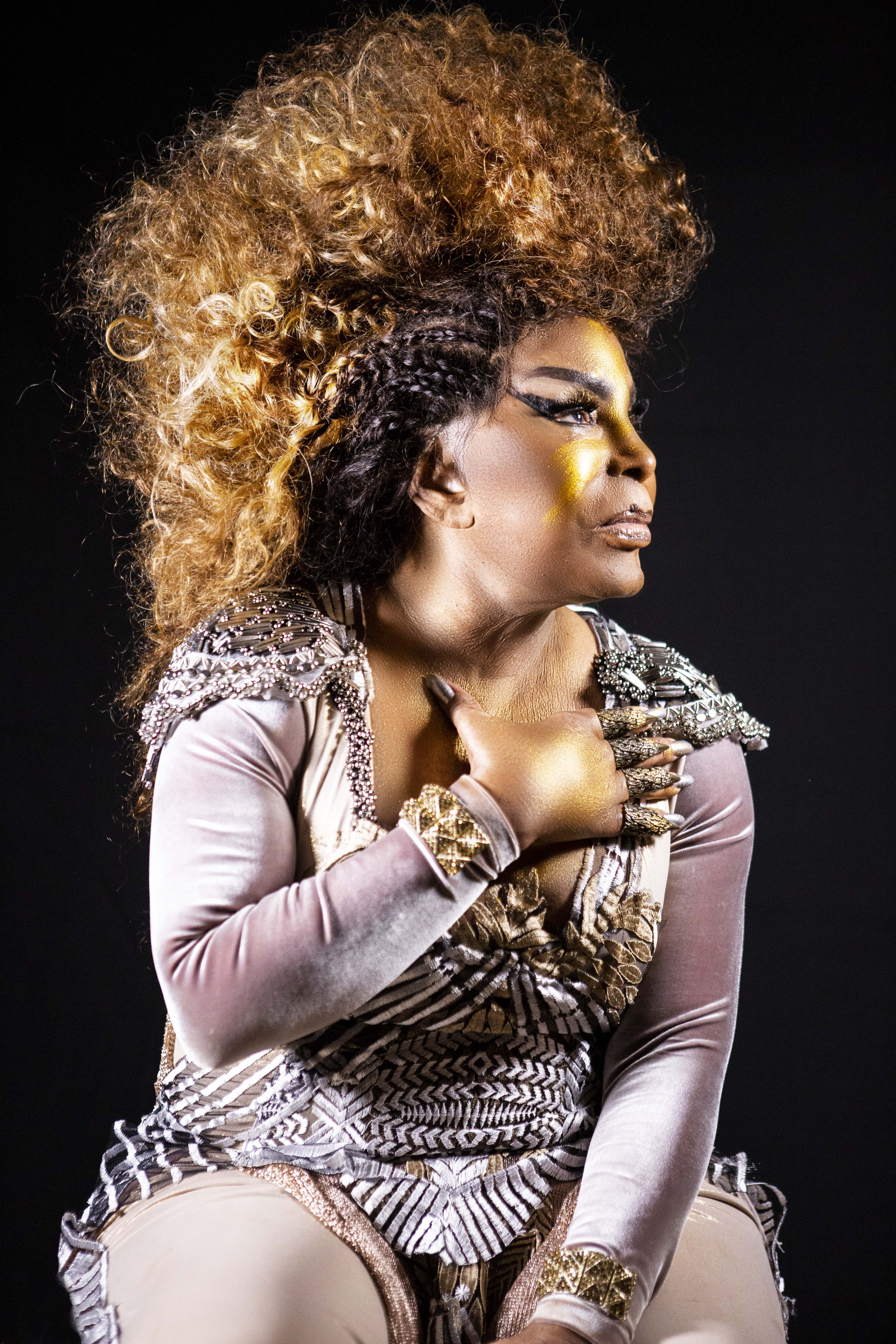
Elza Soares, Co-Melhor Trilha Sonora Original

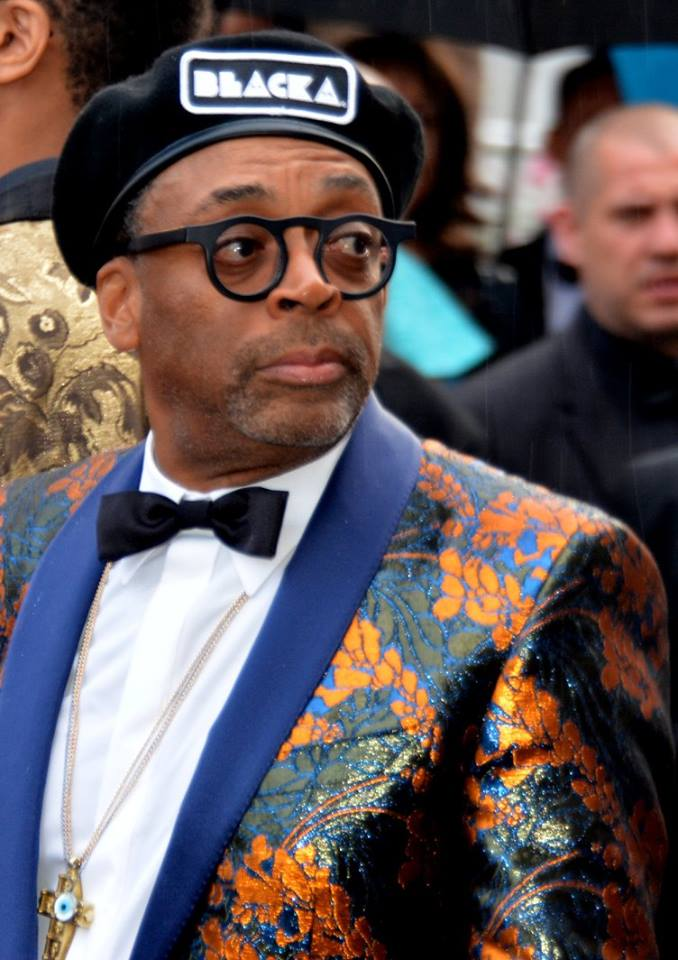
Spike Lee, Melhor Longa-Metragem Estrangeiro

| - Benzinho – Tatiana Leite, Gustavo Pizzi, Agustina Chiarino Voulminot, Fernando Epstein, Roberto Berliner e Rodrigo Letier, produtores - A Voz do Silêncio – André Ristum, Pablo Torrecillas e Rodrigo Castellar, produtores - Chacrinha: O Velho Guerreiro – Angelo Salvetti, Cosimo Valerio, Altino Pavan e Andrucha Waddington, produtores - O Grande Circo Místico – Renata Almeida Magalhães, produtora - O Paciente - O Caso Tancredo Neves – Mariza Leão, produtora | - Gustavo Pizzi – Benzinho - Aly Muritiba – Ferrugem - Andrucha Waddington – Chacrinha: O Velho Guerreiro - Carolina Jabor – Aos Teus Olhos - Gabriela Amaral Almeida – O Animal Cordial |
| Melhor Atriz | Melhor Ator |
| - Karine Teles – Benzinho como Irene - Adriana Esteves – Canastra Suja como Maria - Debora Falabella – O Beijo no Asfalto como Selminha - Grace Passô – Praça Paris como Glória - Marjorie Estiano – As Boas Maneiras como Ana | - Stepan Nercessian – Chacrinha: O Velho Guerreiro como Chacrinha - Daniel de Oliveira – 10 Segundos como Eder Jofre - Lázaro Ramos – O Beijo no Asfalto como Arandir - Murilo Benício – O Animal Cordial como Inácio - Otávio Müller – Benzinho como Klaus - Othon Bastos – O Paciente - O Caso Tancredo Neves como Tancredo Neves |
| Melhor Atriz Coadjuvante | Melhor Ator Coadjuvante |
| - Adriana Esteves – Benzinho como Sônia - Fernanda Montenegro – O Beijo no Asfalto como D. Matilde - Gilda Nomacce – As Boas Maneiras como Gilda - Laura Cardoso – Encantados como Avó Pocaru - Marjorie Estiano – Paraíso Perdido como Milene - Sandra Corveloni – 10 Segundos como Angelina | - Matheus Nachtergaele – O Nome da Morte como Luciano - Ailton Graça – Mare Nostrum como João Hanemann - Enrique Diaz – Ferrugem como Davi - Milhem Cortaz – Canastra Suja como Celso - Otávio Müller – O Beijo no Asfalto como Amado - Otávio Müller – O Paciente - O Caso Tancredo Neves como Dr. Renault |
| Melhor Direção de Fotografia | Melhor Direção de Arte |
| - O Grande Circo Místico – Gustavo Hadba - Chacrinha: O Velho Guerreiro – Fernando Young - Motorrad – Gustavo Hadba - 10 Segundos para Vencer – Lula Carvalho - Unicórnio – Mauro Pinheiro Jr. - O Beijo no Asfalto – Walter Carvalho | - O Grande Circo Místico – Artur Pinheiro - Unicórnio – André Weller - Benzinho – Dina Salem Levy - O Paciente - O Caso Tancredo Neves – Marcos Flaskman - Chacrinha: O Velho Guerreiro – Rafael Targat |
| Melhor Longa-Metragem – Comédia | Melhor Longa-Metragem – Documentário |
| - Minha Vida em Marte – Suzana Garcia - Mulheres Alteradas – Luis Pinheiro - Não Se Aceitam Devoluções – André Moraes Torres - Os Farofeiros – Roberto Santucci - Todas as Razões para Esquecer – Pedro Coutinho - Uma Quase Dupla – Marcus Baldini | - EX Pajé – Luiz Bolognesi - A Luta do Século – Sérgio Machado - My name is now, Elza Soares – Elizabete Martins Campos - O Processo – Maria Augusta Ramos - Todos os Paulos do Mundo – Gustavo Ribeiro e Rodrigo de Oliveira |
| Melhor Figurino | Melhor Maquiagem |
| - Kika Lopes - O Grande Circo Místico - Diana Leste - Benzinho - Flávia Lhacer - O Doutrinador - Kika Lopes - 'O Paciente - O Caso Tancredo Neves - Marcelo Pies - 10 Segundos Para Vencer - Marcelo Pies - Chacrinha – O Velho Guerreiro | - Catherine Leblanc-Caraes e Emmanuelle Fèvrepor - O Grande Circo Místico - Adriano Manques - O Paciente - O Caso Tancredo Neves - André Anastácio - O Animal Cordial - Marlene Moura e Juliana Mendes - Chacrinha – O Velho Guerreiro - Martín Macías Trujillo - 10 Segundos Para Vencer |
| Melhor Efeito Visual | Melhor Montagem Ficção |
| - Marcelo Siqueira, ABC e Thierry Delobel - O Grande Circo Místico - Claudio Peralta - Chacrinha – O Velho Guerreiro - Cyrille Bonjean, Guilherme Ramalho, Hugo Gurgel, Guillaume Castagné, Nicolas **Herlin e Eduardo Schaal - As Boas Maneiras - Marcelo Siqueira, ABC - Motorrad - Marco Prado - O Doutrinador | - Livia Serpa - Benzinho - Gustavo Giani - A Voz do Silêncio - Idê Lacreta - O Animal Cordial - Lucas Gonzaga - Motorrad - Mair Tavares e Daniel Garcia - O Grande Circo Místico - Thiago Lima - Chacrinha – O Velho Guerreiro |
| Melhor Roteiro Original | Melhor Roteiro Adaptado |
| - Karine Teles E Gustavo Pizzi - Benzinho - Aly Muritiba e Jéssica Candal - Ferrugem - André Ristum - A Voz do Silêncio - Claudio Paiva, Julia Spadaccini e Carla Faourpor - Chacrinha – O Velho Guerreiro - Gabriela Amaral Almeida - O Animal Cordial - Juliana Rojas e Marco Dutra - As Boas Maneiras | - Carlos Diegues e George Moura – O Grande Circo Místico - Felipe Hirsch - Severina - Gustavo Lipsztein - O Paciente - O Caso Tancredo Neves - Jorge Furtado, Ana Luiza Azevedo e Vicente Moreno – Rasga Coração - Murilo Benício – O Beijo No Asfalto |
| Melhor Curta-Metragem Documentário | Melhor Curta-Metragem Animação |
| - Cor De Pele - Livia Perini - Azul Vazante - Júlia Alquéres - Copacabana: Auschwitz - Jaiê Saavedra - Maré - Amaranta Cesar - Um Corpo Feminino - Thais Fernandes | - Lé Com Cré - Cassandra Reis - Aquario - Alice Andreoli Hirata - Guaxuma - Nara Normande - O Malabarista - Iuri Moreno - Sobre A Gente - Alunos Do Projeto Animação |
| Melhor Montagem de Documentário | Melhor Som |
| - Gustavo Ribeiro e Rodrigo De Oliveira - Todos Os Paulos Do Mundo - Karen Akerman - O Processo - Karen Harley - Hilda Hilst Pede Contato - Lorena Ortiz e Pablo Paniagua - My Name Is Now, Elza Soares - Natara Ney - A Última Abolição - Ricardo Farias - Ex-Pajé - Yan Motta - Soldados Do Araguaia | - Jorge Saldanha, Armando Torres Jr, Abc, Alessandro Laroca, Eduardo Virmond Lima e Renan Deodato - Chacrinha – O Velho Guerreiro - Christophe Penchenat, A.F.S.I, Simone Petrillo e Emmanuel Croset - O Grande Circo Místico - Gabriela Cunha, Bernardo Uzeda e Christophe Vingtrinier - As Boas Maneiras - Gabriela Cunha, Daniel Turini e Fernando Hennapor - O Animal Cordial - George Saldanha, Roberto Ferraz e Andre Tadeupor - Legalize Já – Amizade Nunca Morre - Jorge Rezende, Eduardo Hamerschlak, Alan Zilli e Armando Torres Jr, ABC - O Doutrinador |
| Melhor Trilha Sonora | Melhor Trilha Sonora Original |
| - Zeca Baleiro - Paraíso Perdido - Fabio Goes - Detetives Do Prédio Azul 2 – O Mistério Italiano - Frejat, Leoni e Vinicius Cantuária - Intimidade Entre Estranhos - Maria Gadú - Todas As Canções De Amor - Mauricio Nader - Rasga Coração - Sinai Sganzerla - O Desmonte do Monte - Yan Motta - Soldados Do Araguaia | - Elza Soares e Alexandre Martins - My Name Is Now, Elza Soares - Antonio Pinto - Chacrinha – O Velho Guerreiro - Antonio Pinto - O Banquete - Berna Ceppas - 10 Segundos para Vencer - Edu Lobo - O Grande Circo Místico |
| Melhor Curta-Metragem Ficção | Melhor Longa-Metragem Estrangeiro |
| - O Órfão - Carolina Markowicz - Adeus À Carne - Julia Anquier - Nova Iorque - Leo Tabosa - Menino Pássaro - Diogo Leite - Peripatético - Jessica Queiroz | - BlacKkKlansman (Estados Unidos) - Spike Lee - A Forma da Água (Estados Unidos) - Guillermo del Toro - Bohemian Rhapsody (Estados Unidos) - Bryan Singer - Eu, Tonya (Estados Unidos) - Craig Gillespie - Call Me by Your Name (Estados Unidos) - Luca Guadagnino - A Star Is Born (Estados Unidos) - Bradley Cooper - The Square: A Arte Da Discórdia (Suécia, Alemanha, França, Dinamarca) - Ruben Östlund - Three Billboards Outside Ebbing, Missouri (Estados Unidos) - Martin Mcdonagh                                                                       |
| Série Brasileira - Animação | Série Brasileira - Documentário |
| - Irmão Do Jorel - Copa Studio - Boris e Rufus - Belli Studio - Cupcake & Dino: Serviços Gerais - Birbo - O Show Da Luna! - Pinguim Content - Vivi Viravento - Mixer | - Inhotim: Arte Presente - Camisa Listrada/Quarteto Filmes - Aeroporto: Área Restrita - Moonshot - Arquitetos - Grifa Filmes - De Carona Com Os Óvnis - Clip Produtora - Mil Dias: A Saga Da Construção De Brasília - Cinegroup |
| Série Brasileira - Ficção | Melhor Longa-Metragem Infantil |
| - Escola De Gênios - Mixer - A Lei Do Riso: Crimes Bizarros - Movioca - Mostra Tua Cara! - Aldeia Produções - Natália - Academia De Filmes - Z4 - Formata Produções | - D. P. A. - Detetives do Prédio Azul 2 - O Mistério Italiano - Viviane Jundi - O Colar de Coralina - Reginaldo Gontijo |
| Melhor Longa-metragem Ibero-americano | |
| - Uma Noite de 12 Anos / La Noche de 12 Años (Argentina, Espanha, Uruguai), de Álvaro Brechner - A Noiva do Deserto / La Novia Del Desierto (Argentina), de Cecilia Atán e Valeria Pivato - Alguém Como Eu (Brasil, Portugal), de Leonel Vieira - As Herdeiras / Las Herederas (Paraguai, Alemanha, Brasil, Uruguai, Noruega, França), de Marcelo Martinessi - Cachorros / Los Perros (Chile), de Marcela Said                                                              | |

### Votos Populares
- Melhor Longa-Metragem Ficção: Chacrinha: O Velho Guerreiro, de Andrucha Waddington
- Melhor Longa-Metragem Documentário: My Name Is Now, Elza Soares, de Elizabete Martins Campos
- Melhor Longa-Metragem Estrangeiro: Nasce Uma Estrela/A Star Is Born (Estados Unidos), de Bradley Cooper.
- Melhor Longa-Metragem Ibero-Americano: Uma Noite De 12 Anos/La Noche De 12 Años (Argentina, Espanha, Uruguai), De Álvaro Brechner.